# Liste der Jugend-Schweizermeister im Judo
Die Liste der Jugend-Schweizermeister im Judo listet alle U18-Sieger (bis 2012 U17-Sieger) sowie die Zweit- und Drittplatzierten der Judo-Schweizermeisterschaften, gegliedert nach Männern (seit 2005) und Frauen (seit 2025) auf.

## Männer

### Bis 40 kg
(Zuletzt 2013 ausgetragen)
| Jahr | Gold            | Silber            | Bronze                              |
| ---- | --------------- | ----------------- | ----------------------------------- |
| 2005 | Andor Pelikan   | Simon Rosset      | Kenshy Savary Joel Wyrsch           |
| 2006 | Nicola Dal Pian | Jan Waeber        | Axel De La Harpe David Risch        |
| 2007 | Adrian Kress    | Sandro Geisser    | Baptiste Schaller El Mehdi Bentabet |
| 2008 | Nico Lerch      | Hadrien Schoepfer | Serafin Wick Lukas Knechtle         |
| 2009 | Simon Heid      | Gregoire Duruz    | Robin Verhoek Guillaume Schafroth   |
| 2010 | Nils Stump      | Andrin Strickler  | Romain Chanton Domenik Vogel        |
| 2011 | Flavio Carrea   | Janos Schorno     | Dominik Forster Lionel Schwander    |
| 2012 | Janos Schorno   | Dominik Forster   | Paul Ronchi Vincenzo Venturella     |
| 2013 | David Gauch     | Tom Faehndrich    | Philipp Schummel Julian Bersnak     |

### Bis 45 kg
(Zuletzt 2022 ausgetragen)
| Jahr                       | Gold              | Silber                | Bronze                              |
| -------------------------- | ----------------- | --------------------- | ----------------------------------- |
| 2005                       | Valentin Rota     | Anthony Forre         | Johan Dakkus Kim Besse              |
| 2006                       | Andor Pelikan     | Fabian Ottiger        | Valentin Wyss Simon Rosset          |
| 2007                       | Jan Waeber        | Jan Groell            | David Risch Patrick Franz           |
| 2008                       | Florian Droux     | Roman Sifrig          | Raphael Blum Kajan Kuka             |
| 2009                       | Hadrien Schoepfer | Serafin Wick          | Raphael Zech Vincent Bourqui        |
| 2010                       | Gregoire Duruz    | Corentin Pinget       | Christopher Grossain Dylan Gremlich |
| 2011                       | Nils Stump        | Andrin Strickler      | Thimon Solci Roman Meier            |
| 2012                       | Flavio Carrea     | Kilian Rossier        | Lionel Schwander Siro Stump         |
| 2013                       | Paul Ronchi       | Rey Baehler           | Dominik Forster Romain Duruz        |
| 2014                       | Adam Batsiev      | Tom Fähndrich         | David Gauch Shaun Metzger           |
| 2015                       | John Waizenegger  | Maxime Albisetti      | Cedric Gauch Noah Metzger           |
| 2016                       | Nicolas Bolzoni   | Joel Coraducci        | Tiago Almeida Ribeiro Joel Kehl     |
| 2017                       | Joel Coraducci    | Magomed Batsiev       | Naahum Schoenenberger Simon Maitin  |
| 2018                       | Magomed Batsiev   | Caeden Springer       | Pierrick Liengme Paul Straessle     |
| 2019                       | Caeden Springer   | Rialy Rakotondramanga | Gaetan Bachmann David Debons        |
| 2020 (Ausfall wegen Covid) |                   |                       |                                     |
| 2021                       | Thibaud Bassi     | Spencer Reichardt     | Kyane Milleret                      |
| 2022                       | Silvano Cori      | Salvador Andrade      | Daniel Kubli Ivan Matej Gjorgiev    |

### Bis 50 kg
| Jahr                       | Gold                | Silber             | Bronze                            |
| -------------------------- | ------------------- | ------------------ | --------------------------------- |
| 2005                       | Vincent Peter Ittig | Daniel Ruefli      | Andryn Savary Simon Lieberherr    |
| 2006                       | Valentin Rota       | Kim Besse          | Yves Roman Wirz Yannick Allemann  |
| 2007                       | Fabian Ottiger      | Simon Rosset       | Pascal Schnidrig Serafin Brodmann |
| 2008                       | Jan Waeber          | Patrick Franz      | Urs Bachem Matthieu Groell        |
| 2009                       | Matthieu Groell     | Raphael Blum       | Adrian Kress Jan Imhof            |
| 2010                       | Hadrien Schoepfer   | Raphael Zech       | Marco Papa Antoine Simon          |
| 2011                       | Dylan Gremlich      | Corentin Pinget    | Timothee Fettrelet Luc Bondaz     |
| 2012                       | Andrin Strickler    | Samuel Waizenegger | Guillaume Favre Lucas Sanchez     |
| 2013                       | Flavio Carrea       | Janos Schorno      | Yannick Stolkin Siro Stump        |
| 2014                       | Flavio Carrea       | Rey Baehler        | Freddy Waizenegger Paul Ronchi    |
| 2015                       | David Gauch         | Florent Baudat     | Janik Fischer Joel Bernet         |
| 2016                       | Maxime Albisetti    | Cedric Gauch       | Loic Bolcs Noah Metzger           |
| 2017                       | Nicolas Bolzoni     | Joris Kurly        | Fabrice Klaus Jerome Amsler       |
| 2018                       | Simon Maitin        | Patrice Loher      | Niels Kunz Malou Dallemagne       |
| 2019                       | Simon Maitin        | Magomed Batsiev    | Leo Hirschi Olaf Faehnle          |
| 2020 (Ausfall wegen Covid) |                     |                    |                                   |
| 2021                       | Niklas Cueni        | Fabio Flum         | Owen Quemard Romain Baud          |
| 2022                       | Thibaud Bassi       | Simon Lucas Krause | Owen Quemard Gisep Darms          |
| 2023                       | Silvano Cori        | Salvador Andrade   | Daniel Kubli Ramon Ebneter        |
| 2024                       | Ruben Christoff     | Achille Bonjour    | Jimmy Antonelli Sohan Maeusli     |

### Bis 55 kg
| Jahr                       | Gold                | Silber                 | Bronze                                  |
| -------------------------- | ------------------- | ---------------------- | --------------------------------------- |
| 2005                       | Adrian Wullschleger | Fabian Schlaepfer      | David Bochud Yves Monn                  |
| 2006                       | Daniel Ruefli       | Bilal Saleh            | Anthony Forre Luigi Mascaro             |
| 2007                       | Valentin Rota       | Andor Pelikan          | Sascha Aeppli Dimitri Baur              |
| 2008                       | Fabian Ottiger      | Vaiseh Isfendiar Piran | Serafin Brodmann Anthony Zingg          |
| 2009                       | Florian Droux       | Vaiseh Isfendiar Piran | Lorenzo Corno Arnaud Bohren             |
| 2010                       | Jan Imhof           | Lorenzo Corno          | Vincent Bourqui Nico Lerch              |
| 2011                       | Luca Papa           | Marco Papa             | Lorcan Durussel Simon Heid              |
| 2012                       | Nils Stump          | Gregoire Duruz         | Roman Meier Corentin Pinget             |
| 2013                       | Samuel Waizenegger  | Andrin Strickler       | Max Weiss Noah Heid                     |
| 2014                       | Raphael Erne        | Sid Stoya              | Janos Schorno Lionel Schwander          |
| 2015                       | Paul Ronchi         | Flavio Carrea          | Michael Schmid David Erne               |
| 2016                       | Adam Batsiev        | Leonard Payraudeau     | Julian Bersnak David Gauch              |
| 2017                       | Loan Celikbilek     | Maxime Albisetti       | Cedric Gauch Julien Spohn               |
| 2018                       | Nicolas Bolzoni     | Joel Coraducci         | Tiago Almeida Ribeiro Joris Kurly       |
| 2019                       | Joris Kurly         | Jesse Waizenegger      | Gabriel Almeida Ribeiro Tristan Jamolli |
| 2020 (Ausfall wegen Covid) |                     |                        |                                         |
| 2021                       | Janis Engeli        | Caeden Springer        | Lionel Cattin Stevan Maitin             |
| 2022                       | Lionel Cattin       | Romain Baud            | Alexandre Bender                        |
| 2023                       | Ivan Matej Gjorgiev | Gisep Darms            | Timeo Cori Simon Lucas Krause           |
| 2024                       | Silvano Cori        | Ivan Matej Gjorgiev    | Daniel Kubli Salvador Andrade           |

### Bis 60 kg
| Jahr                       | Gold                | Silber                | Bronze                               |
| -------------------------- | ------------------- | --------------------- | ------------------------------------ |
| 2005                       | Alexander Spiak     | David Comtesse        | Emilien Siegrist Mario Schultheiss   |
| 2006                       | Nicolas Schenkel    | Jérémy Princep        | Andress Nowak Vincent Peter Ittig    |
| 2007                       | Vincent Peter Ittig | Yves Roman Wirz       | Mike Diethelm Anthony Forre          |
| 2008                       | Mike Diethelm       | Yannick Allemann      | Dimitri Baur Pascal Schnidrig        |
| 2009                       | Anthony Zingg       | Serafin Brodmann      | Andri Ragetli Jean-Philippe Lantagne |
| 2010                       | Cedric Buchmueller  | Kajan Kuka            | Arnaud Bohren Luca Genito            |
| 2011                       | Jan Imhof           | Luca Genito           | Adrian Mueller Vincent Bourqui       |
| 2012                       | Simon Heid          | Lorcan Durussel       | Dylan Gremlich Naim Matt             |
| 2013                       | Nils Stump          | Luca Papa             | Thimon Solci Reto Erne               |
| 2014                       | Samuel Waizenegger  | Siro Stump            | Max Weiss Leandro Bruehlmann         |
| 2015                       | Nicolas Jaeggi      | Noah Heid             | Lionel Schwander Quentin Hofstetter  |
| 2016                       | Raphael Erne        | Aurelien Bonferroni   | Adrian Okle Gabriel Pfister          |
| 2017                       | Adam Batsiev        | Cyrill Marcarini      | Noah Metzger Ramon Pinto             |
| 2018                       | Loan Celikbilek     | John Waizenegger      | Sakai Duburke Tristan Frei           |
| 2019                       | Jerome Amsler       | Tiago Almeida Ribeiro | Joel Kehl Matteo Nassisi             |
| 2020 (Ausfall wegen Covid) |                     |                       |                                      |
| 2021                       | Matteo Durand       | Romeo Hiltbrunner     | Rialy Rakotondramanga Paul Vermot    |
| 2022                       | Louis Vincent Graf  | Fabio Flum            | Niklas Cueni Manuel Tischhauser      |
| 2023                       | Niklas Cueni        | Christoph Canal       | Dinis Paula Stephane Mueller         |
| 2024                       | Timeo Cori          | Thibaud Bassi         | Melvyn Zufferey Carlo Laguardia      |

### Bis 66 kg
| Jahr                       | Gold                 | Silber             | Bronze                               |
| -------------------------- | -------------------- | ------------------ | ------------------------------------ |
| 2005                       | Simon Papaux         | Yann Strauch       | Luc Martignoni Nathanael Bertschi    |
| 2006                       | Dominik Sommer       | Luc Martignoni     | David Comtesse Vincent Ferrier       |
| 2007                       | Nicolas Schenkel     | Samuel Egli        | Florian Baliff William Vetterli      |
| 2008                       | Andor Pelikan        | Patrizio Bonzani   | Luca Campestrin Yves Wirz            |
| 2009                       | Mike Diethelm        | Dassa Karim Ben    | Severin Luethi Fabian Lieberherr     |
| 2010                       | Florian Droux        | Severin Luethi     | Adrian Grau Andri Ragetli            |
| 2011                       | Timo Allemann        | Cedric Buchmueller | Joe Sanchez Basile Eberhard          |
| 2012                       | Luca Genito          | Timo Allemann      | Kristian Nikollbibaj Leonard Jequier |
| 2013                       | Kristian Nikollbibaj | Marco Papa         | Naim Matt Lorcan Durussel            |
| 2014                       | Marco Papa           | Pierre Guye        | Guillaume Favre Nils Stump           |
| 2015                       | Thimon Solci         | Guillaume Favre    | Lucas Sanchez Leandro Bruehlmann     |
| 2016                       | Leandro Bruehlmann   | Yannick Wasem      | Flavio Stauffer Sid Stoya            |
| 2017                       | Aurelien Bonferroni  | Angelo Melera      | Yannick Wasem Timo Schweizer         |
| 2018                       | Yannick Wasem        | Jannick Zimmermann | Alexis Bataillon Noah Metzger        |
| 2019                       | Cyrill Marcarini     | Gaspard Fischer    | Yannick Gex Lucca Brigger            |
| 2020 (Ausfall wegen Covid) |                      |                    |                                      |
| 2021                       | Lucca Brigger        | Nico Paiano        | Matt Alvarez Andre Meier             |
| 2022                       | Stevan Maitin        | Matteo Durand      | Cameron Jaquet Rialy Rakotondramanga |
| 2023                       | Stevan Maitin        | Dario Castorina    | Enzo Albanesi Maxim Rohner           |
| 2024                       | Valentino Morgenegg  | Colin Saegesser    | Leonard Dobrauz Louis Vincent Graf   |

### Bis 73 kg
| Jahr                       | Gold                 | Silber             | Bronze                              |
| -------------------------- | -------------------- | ------------------ | ----------------------------------- |
| 2005                       | Anthony Fournier     | Oliver Pelikan     | Julien Farinelli Mike Chavanne      |
| 2006                       | Quentin Le Cam       | Ciril Grossklaus   | Julien Farinelli Flavio Orlik       |
| 2007                       | David Comtesse       | Juan Mueller       | Jonathan Schindler Roger Meier      |
| 2008                       | Elia Guzzi           | Simon Schnell      | Roger Meier Tim Rohner              |
| 2009                       | Simon Tischhauser    | Emanuele Rigamonti | Mattioli Tommaso Martella Ron Ohrel |
| 2010                       | Florian Girardoz     | Simon Tischhauser  | Elia Brodmann Ron Ohrel             |
| 2011                       | Kevin Oliveri        | Leo Cortes         | Dren Rasaj Florian Reichling        |
| 2012                       | Vincent Genito       | Arthur Wright      | Raphael Schwendinger                |
| 2013                       | Timo Allemann        | Luca Genito        | Livio Rubin Jason Eckenfels         |
| 2014                       | Kristian Nikollbibaj | Dylan Gremlich     | Ramon Klammersteiner Luca Papa      |
| 2015                       | Lukas Wittwer        | Loris Schmitt      | Tom Witzig Simon Gautschi           |
| 2016                       | Siro Stump           | Tom Witzig         | Raphael Hunziker Lou L'Herbier      |
| 2017                       | Matias Napoli        | Shaun Metzger      | Fabio Rogenmoser Georg Sean Boos    |
| 2018                       | Aurelien Bonferroni  | Jan Gubser         | Martin Motta Timo Schweizer         |
| 2019                       | Aurelien Bonferroni  | Masato Mumenthaler | Alexis Bataillon Max Mehser         |
| 2020 (Ausfall wegen Covid) |                      |                    |                                     |
| 2021                       | Thien Oulevey        | Ricco Fuss         | Tim Roehler Max Maillard            |
| 2022                       | Thien Oulevey        | Jerome Parisi      | Matt Alvarez                        |
| 2023                       | Paul Vermot          | Milo Delieutraz    | Julien Essade Basile Fischer        |
| 2024                       | Suleyman Richner     | Aaron Mueller      | Ian Brigger Jerome Ruckstuhl        |

### Bis 81 kg
(Seit 2017)
| Jahr                       | Gold                  | Silber           | Bronze                             |
| -------------------------- | --------------------- | ---------------- | ---------------------------------- |
| 2017                       | Yannic Johner         | Florian Kunz     | Iven Hebeisen Davide Savoldelli    |
| 2018                       | Marius Rast           | Loic Gerosa      | Manu Stegmueller Iven Hebeisen     |
| 2019                       | Loic Gerosa           | Manu Stegmueller | Christian Edouard Timo Schweizer   |
| 2020 (Ausfall wegen Covid) |                       |                  | Tim Rohner                         |
| 2021                       | Morgan Bloesch        | Valentin Pajic   | Dimitrios Kitsopoulos Loris Perosa |
| 2022                       | Dimitrios Kitsopoulos | Kai Buergisser   | Lester Graf Loris Perosa           |
| 2023                       | Loris Perosa          | Abel Jaouda      | Patrick Sculean Luke Buergisser    |
| 2024                       | Julien Essade         | Gabriel Beyeler  | Martino Gada Orson Ferrebeuf       |

### Bis 90 kg
(Seit 2023)
| Jahr | Gold        | Silber          | Bronze                     |
| ---- | ----------- | --------------- | -------------------------- |
| 2023 | Lorenzo Enz | Kai Buergisser  | Nathan Lago Leo Rauch-Kano |
| 2024 | Lorenzo Enz | Leo Rauch-Kanno | Levin Brunner Nuri Bode    |

### Über 90 kg
(Bis 2016 über 73 kg, bis 2022 über 81 kg)
| Jahr                       | Gold             | Silber               | Bronze                             |
| -------------------------- | ---------------- | -------------------- | ---------------------------------- |
| 2005                       | David Buechel    | Dario Wirz           | Yanko Illic-Nukic Joel Gerber      |
| 2006                       | Mike Chavanne    | Andreas Schmid       | Gaetan Bernard Mathieu Laghzoun    |
| 2007                       | Ciril Grossklaus | Flavio Orlik         | Francesco Muoio Pascal Schmider    |
| 2008                       | Luca Wyler       | Gaetan Bernard       | Kay Wilcke Guy Barbin              |
| 2009                       | Simon Schnell    | Kay Wilcke           | Timothee Ukaj Guillaume Gachet     |
| 2010                       | Tobias Meier     | Ismael Corrales      | Jordan Joye Tomas Beutler          |
| 2011                       | Ismael Corrales  | Cedric Derron        | David Salm Quentin Khayata         |
| 2012                       | Cedric Derron    | Otto Imala           | Yanic Sonderegger David Salm       |
| 2013                       | Vincent Genito   | Otto Imala           | Raphael Schwendinger David Salm    |
| 2014                       | Otto Imala       | Luc Heitz            | Esteban Piquerez Jason Eckenfels   |
| 2015                       | Luc Heitz        | Raphael Schwendinger | Guillaume Greim Justin Joho        |
| 2016                       | Luc Heitz        | Simon Gautschi       | Daniel Eich Iann Ricard-Betancourt |
| 2017                       | Daniel Eich      | Carlos Rouibaa       | Eric Blatter Aros Rosa             |
| 2018                       | Carlos Rouibaa   | Yannic Baumgartner   | Aros Rosa Davide Savoldelli        |
| 2019                       | Carlos Rouibaa   | Niels Wuethrich      | Flavio Bonaparte Sepp Thoma        |
| 2020 (Ausfall wegen Covid) |                  |                      |                                    |
| 2021                       | Ramon Hardegger  | Alexandre Reyes      | Ludovic De Smet                    |
| 2022                       | Ramon Hardegger  | Quirin Gerosa        | Antonio Niceta                     |
| 2023                       | Arthur Stivenson | Dirk Zuideveld       | Sami Eckardt                       |
| 2024                       | Arthur Stivenson | Ryan Rusconi         | Samuel Adamyan Sami Eckardt        |

## Erfolgreichste Teilnehmer
(Stand: 2005 (Männer) / 2025 (Frauen) bis und mit 2024, die 10 erfolgreichsten Medaillengewinner sind in der Liste)
- Platz: Reihenfolge der Athleten. Diese wird durch die Anzahl der Goldmedaillen bestimmt. Bei gleicher Anzahl werden die Silbermedaillen verglichen, danach die Bronzemedaillen. Danach wird alphabetisch aufgelistet.
- Name: Name des Athleten
- Verein: Der Verein, für den der Athlet startete. Bei einem Wechsel des Vereines wird derjenige genannt, für das der Athlet die letzte Medaille erzielte.
- Von: Erster Medaillengewinn
- Bis: Letzter Medaillengewinn
- Gold: Anzahl der gewonnenen Goldmedaillen
- Silber: Anzahl der gewonnenen Silbermedaillen
- Bronze: Anzahl der gewonnenen Bronzemedaillen
- Gesamt: Anzahl aller gewonnenen Medaillen

### Männer
| Platz | Name                | Verein                   | Gold | Silber | Bronze | Gesamt |
| ----- | ------------------- | ------------------------ | ---- | ------ | ------ | ------ |
| 1     | Flavio Carrea       | Judo Club Morges         | 4    | 1      | 0      | 5      |
| 2     | Nils Stump          | Judo Club Uster          | 4    | 0      | 1      | 5      |
| 3     | Andor Pelikan       | Judo Club Wetzikon       | 3    | 1      | 0      | 4      |
| 3     | Aurelien Bonferroni | Judo Club Carouge        | 3    | 1      | 0      | 4      |
| 5     | Valentin Rota       | Judo Club Biel-Nidau     | 3    | 0      | 0      | 3      |
| 5     | Florian Droux       | JS Nippon Basel          | 3    | 0      | 0      | 3      |
| 5     | Adam Batsiev        | JS Fuji-San Baar         | 3    | 0      | 0      | 3      |
| 5     | Nicolas Bolzoni     | Judo Club Stade-Lausanne | 3    | 0      | 0      | 3      |
| 5     | Silvano Cori        | Judo Club Morges         | 3    | 0      | 0      | 3      |